# Cárcel de mujeres (serie de televisión)
Cárcel de Mujeres es una serie de televisión chilena de género dramático y suspenso, producida por Promocine para Televisión Nacional de Chile. La serie se basa en la vida de un grupo de reclusas al interior de una prisión, en donde enfrentan la violencia, el lesbianismo, tráfico de drogas y el abuso de poder. Su primera temporada se estrenó el 17 de agosto de 2007. La segunda temporada, el 24 de septiembre de 2008.
La protagonista principal de la primera temporada es la actriz Claudia Di Girolamo. La segunda temporada fue protagonizada por Sigrid Alegría en el papel de Navy. El reparto lo completan las actrices Paulina García, Paula Zúñiga, Claudia Cabezas y Hellen Cáceres.

## Argumento
Esta serie de ficción interioriza principalmente en la temática de las relaciones y conflictos entre reclusas, además de sus problemáticas personales, como casos de rehabilitación a las drogas, el alcohol y otros tipos de tóxicos.

## Elenco

### Principales
| - Claudia Di Girolamo como Camila Prado (T1): periodista de un reconocido diario santiaguino, encarcelada acusada de asesinar a su esposo. - Sigrid Alegría como Usnavy Mayer «La Navy» (T2): reclusa boxeadora y nueva líder de la prisión. - Paulina García como Raquel Reyna «La Raco» (T1—T2): reclusa ruda y despiadada, una de las más temidas de la prisión. | - Paula Zúñiga como Patricia Calfunao «La Negra» (T1—T2): reclusa astuta y principal oponente de La Raco. - Claudia Cabezas como Eleuteria Ramírez «La Raulito» (T1—T2): reclusa rebelde aliada de La Negra. - Hellen Cáceres como Julia Pérez «La Tanque» (T1—T2): reclusa transexual de carácter torpe. |

### Secundarios
| - Luz Jiménez como Bernarda Recabarren «La Abuela» (T1): reclusa sabia y de mayor edad. - Patricia Pardo como Astrid Bustamante (T1): rígida alcaide de la prisión. - Daniela Jacques como Roberta Muñoz (T1): la gendarme. - Manuela Oyarzun como Laura Zúñiga (T1): reclusa sumisa aliada de La Raco. - Silvana Ghivarello como Rosa García (T1): una reclusa portadora de drogas. | - Julio Milostich como Ricardo Cisternas (T2): el nuevo alcaide de la cárcel. - Valentina Fernández como Viviana Echaurren (T2): la nueva psicóloga de la prisión. - María Paz Grandjean como Rebeca Sánchez (T2):gendarme. - Viviana Herrera como Johanna (T2): - Mónica Illanes - Andrea Echagüe |

### Recurrentes
- Francisco Melo como Daniel Enríquez Reitter (T1):[16] esposo de Camila.
- Cristián Carvajal como Santiago Carvajal (T1):[14] abogado defensor de Camila.
- Verónica Soffia como Daniela Enríquez (T1): hija de Camila.
- Aline Kuppenheim como Patricia Ossandón (T2): esposa de Ricardo.
- Samuel González como Freddy (T2): hijo de La Tanque.

## Episodios
| Temporada | Temporada | Episodios | Episodios | Emisión original         | Emisión original        | Audiencia promedio (puntos) |
| Temporada | Temporada | Episodios | Episodios | Primera emisión          | Última emisión          | Audiencia promedio (puntos) |
| --------- | --------- | --------- | --------- | ------------------------ | ----------------------- | --------------------------- |
|           | 1         | 8         | 8         | 17 de agosto de 2007     | 11 de octubre de 2007   | 21,9                        |
|           | 2         | 8         | 8         | 24 de septiembre de 2008 | 12 de noviembre de 2008 | 17,0                        |

## Recepción
El primer capítulo partió cuando la periodista Camila Prado es llevada a prisión por el presunto asesinato de su marido, estrenado el 17 de agosto de 2007, debutó con 31,2 puntos de sintonía de acuerdo a Time Ibope, siendo el segundo programa más visto de ese día y liderando el horario prime. El resto de la temporada fluctuó entre los 19.0 y 20.9 puntos marcados en el final de temporada emitido el 11 de octubre de 2007.
El primer capítulo de la segunda temporada se estrenó el 3 de septiembre de 2008, debutando con 22.24 puntos de sintonía de acuerdo con Time Ibope, siendo el segundo programa más visto de ese día y liderando el horario prime. El resto de la temporada fluctuó entre los 17,0 y 17,9 puntos de audiencia, marcados en el final de temporada emitido el 12 de octubre de 2008. 

## Premios y nominaciones
| Premio          | Año  | Categoría                            | Participante        | Resultado |
| --------------- | ---- | ------------------------------------ | ------------------- | --------- |
| Premio APES     | 2008 | Mejor actriz principal de televisión | Claudia Di Girolamo | Ganadora  |
| Premios Altazor | 2008 | Mejor actriz de televisión           | Paulina García      | Ganadora  |
| Premios Altazor | 2009 | Mejor actriz de televisión           | Paulina García      | Nominada  |
| Premios Altazor | 2009 | Mejor actriz de televisión           | Paula Zúñiga        | Nominada  |
| Premios Altazor | 2009 | Mejor director                       | Nicolás Acuña       | Nominado  |